# Station Manor Road
Manor Road is een spoorwegstation van National Rail in Wirral in Engeland. Het station is eigendom van Network Rail en wordt beheerd door Merseyrail. 